# 나무없는 산
"나무없는 산"은 2009년에 개봉한 대한민국의 영화이다.

## 캐스팅
- 김희연 : 진 역
- 김성희 : 빈 역
- 이수아 : 엄마 역
- 김미향 : 고모 역
- 박분탁 : 할머니 역
- 이병용 : 할아버지 역
- 이현서 : 현  역
- 김미정 : 현 엄마  역
- 하민우 : 민우 역
- 정길자 : 민우 엄마 역